# Thông thủy
Bài viết này miêu tả thông thủy là một khái niệm của ngành xây dựng. Hãy xem thông thủy (định hướng) để biết về các nghĩa khác
Thông thủy trong ngành xây dựng, được xác định là khoảng cách giữa hai cạnh đối diện của kết cấu công trình. Ví dụ: Đối với nhà ở, chiều cao thông thủy của phòng là kích thước từ mặt sàn lên đến mặt dưới của kết cấu chịu lực (là dầm nếu nhìn thấy) hoặc của trần (nếu không nhìn thấy dầm). Chiều rộng thông thủy của phòng là khoảng cách giữa hai mép tường đối diện, hoặc là khoảng cách giữa hai mép cột(nếu có cột). Khi đó, kích thước thông thủy tính từ bề ngoài lớp trát, nhưng không xét đến bề dày của lớp vật liệu ốp.